# 10325 Bexa
10325 Bexa eller 1990 WB2 är en asteroid i huvudbältet som upptäcktes den 18 november 1990 av den belgiske astronomen Eric W. Elst vid La Silla-observatoriet. Den är uppkallad efter isberget B10A.
Asteroiden har en diameter på ungefär 4 kilometer.